# Komparz
Komparz je soubor účinkujících (individuálně nazývaných komparzista nebo komparzistka) užívaný obvykle v prostředí televize, filmu, reklam a videa (v prostředí divadla se používá z němčiny převzatý termín statisté; v angličtině extras nebo background actors). V příslušném dramatickém či audiovizuálním díle hraje komparz roli okolních, anonymních nebo pro děj nepříliš důležitých postav.

## Role komparzistů
Hrají typicky „v pozadí“ za hlavními postavami – náhodně sdružených lidí (prostých občanů), mohou zde vytvářet i shluky osob pocházejících z nějaké specifické společenské podskupiny (např. vojáky, davy studentů při nějaké demonstraci apod.).

## Dovednosti komparzistů
Komparzisté mohou být řazeni mezi herce, na rozdíl od herců v hlavních nebo epizodních rolí však nemusejí mít hereckou průpravu nebo předchozí herecké zkušenosti a jen výjimečně může být některý komparzista na místě vybrán, aby individuálně řekl jednu, dvě věty, popřípadě byl zabrán v detailu. Stejně tak se od nich nemohou vyžadovat riskantní kousky, které jsou svěřeny kaskadérům. Pokud scénář počítá s postavou, která řekne jednu nebo pár vět a dál se ve filmu individuálně neobjeví, může být vybrána komparzní agenturou (jako tzv. featured extra nebo „epizodní“ komparzista).

## Alternativy velkého komparzu
Filmové scény natáčené s velkým počtem komparzistů bývají organizačně i finančně velice nákladná záležitost, v současné době se od jejich masového užívání často upouští zejména z ekonomických důvodů. Dav herců v pozadí lze dnes mnohem levněji a podstatně jednodušeji vytvořit pomocí počítačové animace obrazu, popřípadě lze najmout jen zlomek z celkového počtu komparzistů a ty pak (např. s pomocí greenscreenu) namnožit postupným seskládáním záběrů, v nichž postupně vyplňují požadovaný prostor.

## Agentury
Obsazením komparzu do natáčení se zabývají buď specializované komparzní agentury nebo castingové či herecké agentury s komparzní sekcí. Tuto agendu mohou vést i přímo filmová studia či produkční firmy, častější je ale to, že se obrátí na specializovanou společnost, jež produkci (filmu, televizního pořadu, reklamy atp.) komparz dodá k potvrzení. Obsazení komparzu je většinou bez castingu (osobní schůzky každého komparzisty, ve které by vybraným členům štábu se přišel ukázat a zodpověděl případné dotazy), ale mohou být výjimky. Konečný výběr komparzistů může být nechán na komparzní agentuře nebo si režisér může vyžádat schválení či řídit samotný výběr.
Komparzní agentury si budují svůj komparzní rejstřík – databázi komparzistů spolupracující s danou agenturou.
V USA je výrazná část komparzistů a herců v odborech – ty jsou pod názvem Screen Actors Guild (SAG). Velký podíl tohoto byznysu tam drží firma Central Casting, s pobočkami New York City, Los Angeles, Georgii a Louisianě.
V prostředí České republiky funguje několik desítek agentur zabývajících se komparzem, drtivá většina z nich operuje v Praze a jen několik málo z nich získává ty nejlepší lukrativní zakázky (např. ve formě dobře financovaných zahraničních filmů). Poté, co v dubnu 2018 v ČR vstoupilo v platnost obecné nařízení o ochraně osobních údajů, si komparzní agentury musely znovu vyžádat souhlas se zpracováváním osobních údajů komparzistů ve svých databázích.

## Skupiny komparzistů
- Běžní zájemci o komparz většinou procházejí registrací, kdy se dostaví do sídla agentury, vyplní registrační formulář, asistent změří jejich míry (výšku, váhu, konfekční velikost, velikost obuvi, obvod pasu, atd.) a jsou pořízeny fotografie jejich osoby, které budou později sloužit pro jejich prezentaci u klientů agentury.
- Méně oficiální, leč pohotovější způsob komparzu zájemců, je oslovení případných zájemců na internetu, zejména pak sociálních sítích, a to přímo na konkrétní projekt, s tím, aby zájemci posílali své osobní údaje a své fotografie na zadanou adresu.
- V některých válečných filmech, zejména z produkce bývalého Sovětského svazu a dalších socialistických států včetně bývalého Československa, byly zejména ve válečných filmech s oblibou užívány řadové vojenské jednotky, respektive vojáci základní prezenční služby. Ve Spojených státech účast vojáků-komparzistů funguje u větších filmů renomovaných studií, se kterými spolupracuje zvláštní pobočka pod ministerstvem obrany. Jedna z podmínek spolupráce je schválení scénáře Pentagonem (což prakticky vylučuje nezávislé filmy nebo filmy kritické vůči americké armádě).
- V historických válečných filmech (zejména z I. a II. světové války) často vypomáhají nadšenci z klubů přátel historické vojenské techniky a podobných, nezřídka s vlastními uniformami a výzbrojí. Z českých filmů byli využiti např. ve snímcích Protektor a Masaryk.
- Pro specifické požadavky může produkce ve spolupráci s agenturou najít komparzisty s různou mírou odbornosti – např. na natáčení filmu Hobit: Neočekávaná cesta pro scénu s početnou skupinou jezdců (při nedostatku mužů) bylo výhodnější nabrat ženy a dívky z místního jezdeckého klubu a v maskérně jim dodat plnovousy.

## Smlouvy
Komparzisté na začátku spolupráce podepisují a uzavírají nějakou formu smlouvy vůči komparzní agentuře, popř. i produkční firmě daného díla. Smlouva je specifická pro každé audiovizuální dílo, většinou ale obsahuje práva a povinnosti obou stran – agentura má povinnost vyplatit komparzistovi peněžní odměnu, komparzista je za to povinen plně spolupracovat se štábem, plnit pokyny pověřených osob, dostavovat se včas na natáčení, nebýt „pod vlivem“, často se zavazuje i být k dispozici pro potřeby natáčení vlivem změny natáčecího plánu, ale i např. být k dispozici v určitém časovém rozsahu po dobu natáčení, nebrat jiné komparzy, které by znemožnily natáčení na tomto projektu, nezměnit výrazně svůj vzhled (např. ostříháním vlasů) apod., nevynášet informace z natáčení či pořizovat fotografie na setu. Ve smlouvě pak explicitně souhlasí s využitím natočeného materiálu jeho osoby pro potřeby prezentace výsledného díla nebo jeho propagace.